# 鹰鹃
鹰鹃（学名：Hierococcyx sparverioides）为杜鹃科鷹鵑屬的鸟类，又名佛鴂，大鹰咯咕，大鹰喀咕，子规， 鹰头杜鹃。2022年，为更好地反映其形态特征，“中国鸟类名录”10.0版将该鸟的中文名修改为大鹰鹃。鹰鹃外貌似鹰，翅膀和尾部宽而圆，头部灰色，身体多条纹。该鸟在中国大部、越南北部以及喜马拉雅山脉南麓等地为夏候鸟，中南半岛大部和中国云南、海南等地为留鸟，菲律宾、印度大部、孟加拉国和中南半岛南部则为冬候鸟。该鸟是主要以昆虫为食的林鸟，叫声嘈杂而刺耳。鹰鹃不会筑巢育雏，而是行巢寄生，有数十种已知宿主。目前鹰鹃保育状况良好，无灭绝之虞。

## 物种命名

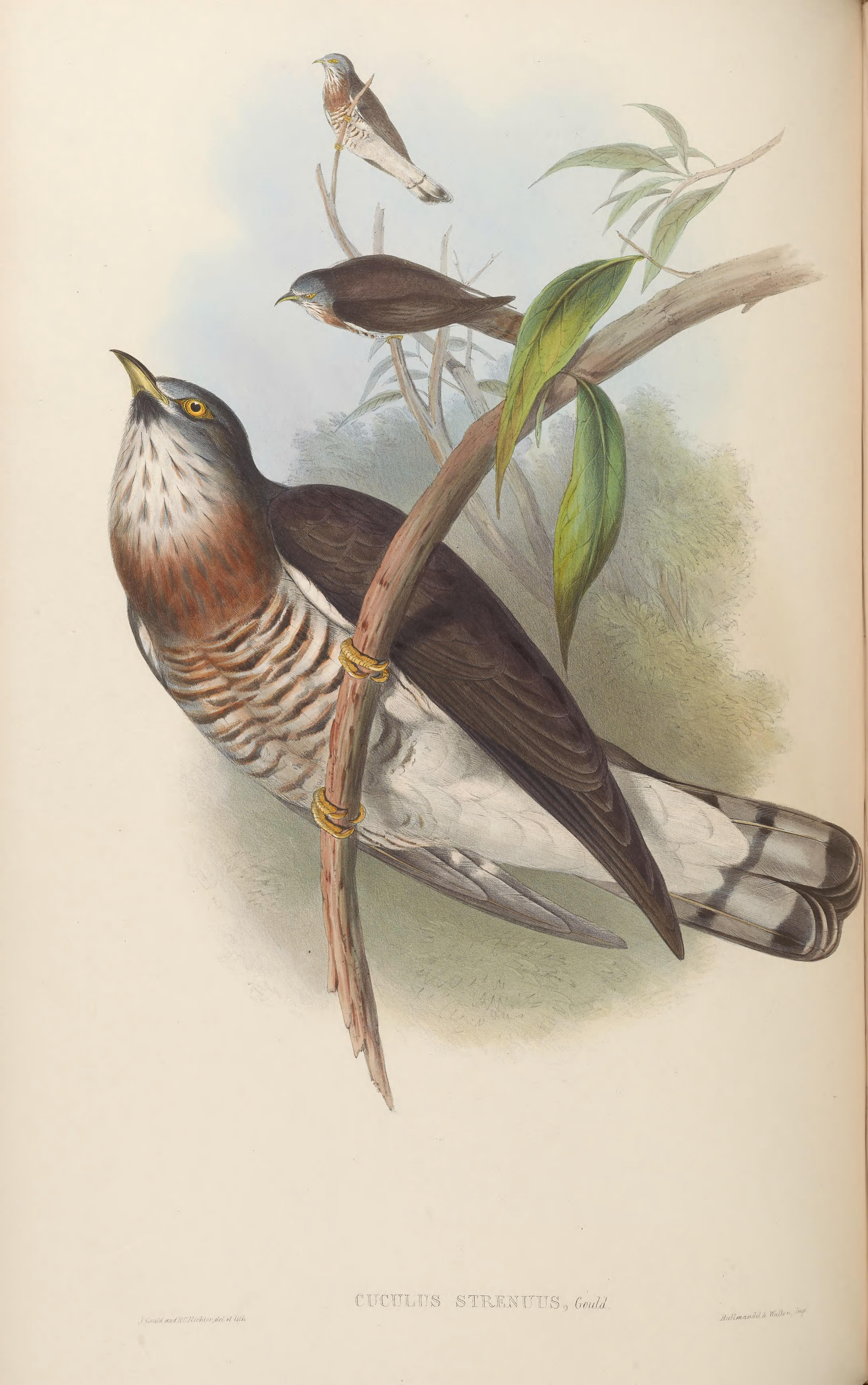
19世纪鸟类学家约翰·古尔德为鹰鹃绘制的插画

鹰鹃由爱尔兰动物学家尼古拉斯·艾尔沃德·维格于1832年在伦敦动物学会会刊上根据源自喜马拉雅山脉的正模标本正式描述，彼时学名为Cuculus sparverioides，后被移动至鹰鹃属。目前其属名“Hierococcyx”由希腊语词汇和组合而来，前者意为“鹰”，后者则意为“杜鹃”。该鸟的种加词则源自中古拉丁语中的一词，意为雀鹰。鹰鹃是无亚种的单型种。

## 外貌描述
成年鹰鹃体长38—40厘米，外貌整体似鹰，翅膀和尾宽而圆。该鸟有两种差异较大的形态：
- 绝大部分鹰鹃均为深色形，此形态的个体头部为烟灰色，眼眶为黄色。其尾部为褐色，有3—4条明显的黑色条纹，末端为白色。该鸟飞羽上可见明显的暗褐色与白色条纹。其胸腹部为白色，喉部有灰色条纹，前胸的条纹则是铁锈色或黑色，肋腹的条纹较宽，为黑色；
- 浅色形鹰鹃仅分布于缅甸和泰国。该形态的个体头部为淡灰色，眼眶周围为白色，覆羽为浅灰色或褐色，边缘为白色，该鸟喉咙与前胸均有红褐色与白色混杂的图案，肋腹则为长有红褐色或灰色斑纹的乳白色，尾部与深色形相似，但有砖红色边缘[6]。

鹰鹃的幼鸟几乎通体褐色，胸部有水滴状斑纹，腹部与肋腹则有白色条纹。

## 物种演化
与鹰鹃关系最近的亲缘种是普通鹰鹃，二者同属一个姐妹群。该鸟猛禽状的外形为其属的共有衍征，作用可能是惊吓雀鸟以便在其巢中下蛋。

## 物种分布
鹰鹃分布广泛，在中国河北以南、四川以东各地均可觅其踪影，但除去云南南部与海南的种群外均为夏候鸟。此外，该鸟在喜马拉雅山脉南麓的尼泊尔、不丹与印度的喜马偕尔邦等地亦是夏候鸟。缅甸、老挝、越南以及泰国和柬埔寨北部的鹰鹃均为留鸟，唯越南北部湾沿岸种群系夏候鸟。该鸟的越冬地较为分散，一部分个体的越冬地位于印度和孟加拉国，而马来半岛以及泰国和柬埔寨南部亦有越冬个体，还有一些个体在菲律宾过冬。此外，鹰鹃曾作为迷鸟出现于苏门答腊岛、婆罗洲、爪哇岛、大尼科巴岛和台湾岛等周边岛屿，最远迷鸟记录在圣诞岛。

## 生态与习性

### 栖息地

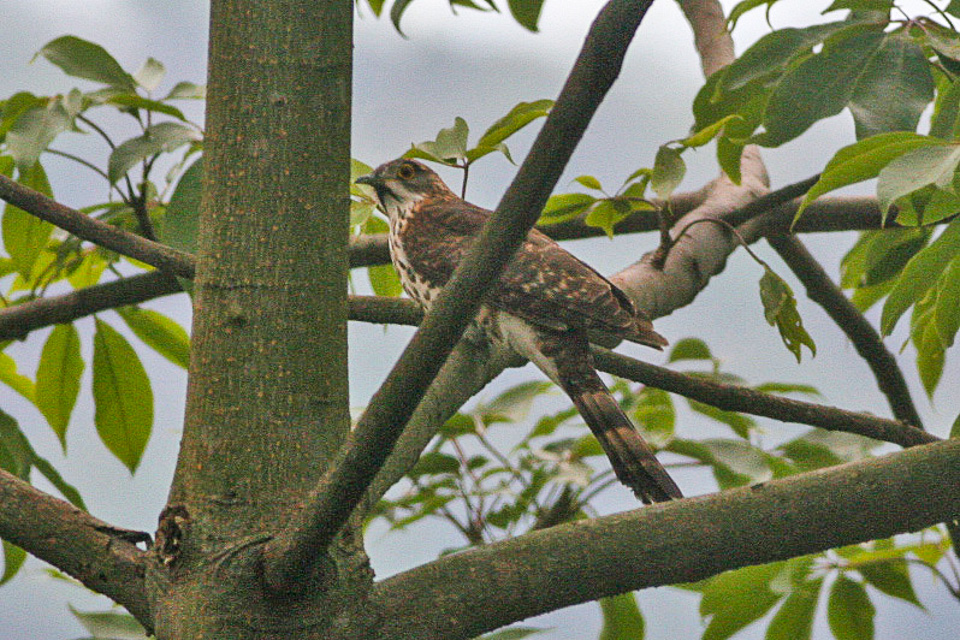
树冠中的鹰鹃，摄于不丹；该地的鹰鹃可栖息于海拔较低处

鹰鹃为林栖鸟类，繁殖地多是长有橡树或杜鹃花的林地，但具体栖息地则随地区变化较大。南亚次大陆的鹰鹃多在海拔高于900米的山林中繁殖，在尼泊尔等地其繁殖地海拔可超过3000米，而在不丹则可在海拔低于200米处觅其踪影。与南亚次大陆相反，中国的鹰鹃一般仅在海拔低于1500米处繁殖。该鸟在迁徙季可能出没于红树林、苗圃、花园、次生林和灌木丛，而在越冬地菲律宾该鸟对栖息地的生境和海拔并不挑剔。

### 觅食
鹰鹃的主要猎物为毛虫，其中包括长有毒毛的品种，亦会捕食蟑螂、甲虫、蚱蜢、蝗虫、蟑螂等其他昆虫以及蜘蛛，偶尔也会取食鸟蛋和浆果。

### 鸣叫
鹰鹃的叫声为嘈杂而刺耳的“贵、贵、油”声。其会连续鸣叫多次，且音量逐渐增高。其鸣叫主要目的为保护领域以及吸引配偶。鹰鹃全天均会鸣叫，其中以凌晨3时和夜晚7时最为频繁。有学者认为鹰鹃可如此频繁鸣唱是因为其为巢寄生鸟类故无需投入能量照顾雏鸟。

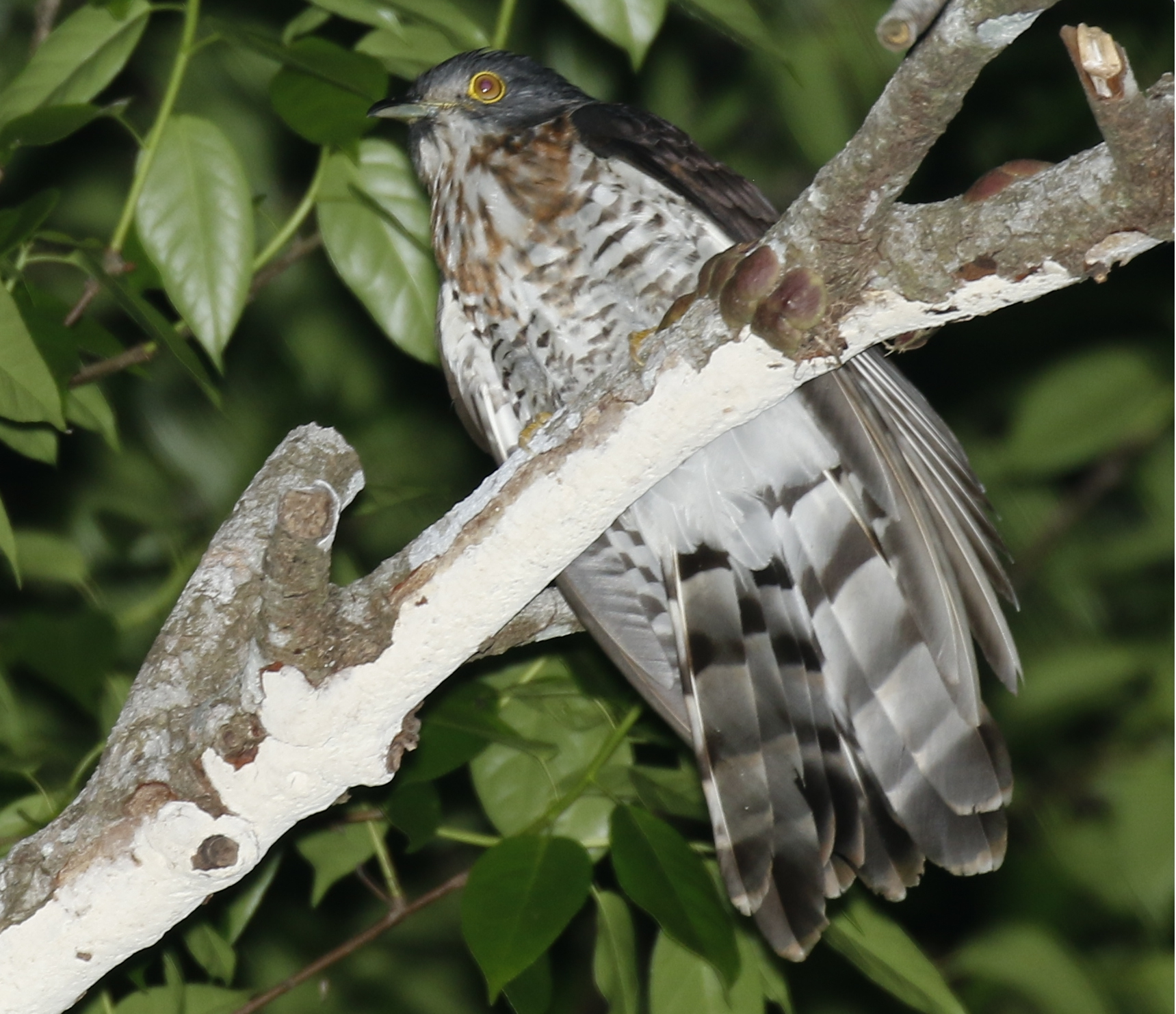
夜间树林中的鹰鹃，摄于泰国考艾国家公园；同大部分鸟类不同，此鸟在夜间亦会鸣叫

### 繁殖
同多种其他鹃类一样，鹰鹃是巢寄生鸟类。其不会筑巢，而是将蛋产于其他鸟类的巢中。孵化的鹰鹃雏鸟会杀死养父母巢中的所有其他雏鸟。喜马拉雅山区的鹰鹃多将卵产于纹背捕蛛鸟巢内，以至于其繁殖季与后者完全重合。此外，该地区的鹰鹃还会寄生喜山短翅鸫和长嘴捕蛛鸟。在中国，鹰鹃寄生的鸟类则多达数十种。该鸟的蛋壳颜色有淡蓝色与橄榄色两种，分别对应不同种类的宿主。前者对应的宿主包括锈脸钩嘴鹛以及噪鹛科和鸫科鸟类，后者则包括强脚树莺、棕背伯劳、黑喉红臀鹎、黄颈凤鹛以及多种画眉科和鹟科鸟类。如其在宿主巢中产下了颜色不匹配的蛋，宿主极有可能将蛋掷出巢外。部分鸟类对鹰鹃蛋的辨识度极高，如白颊噪鹛能几乎百分百认出的鹰鹃蛋并将其抛出。这种辨识能力可能是由长期受鹰鹃寄生而共同演化而来。鹰鹃雏鸟一般会在2日后破壳而出并将同巢的其他雏鸟或蛋推出巢外，在孵化后20日左右离巢。

## 物种保育
鹰鹃分布范围极为广泛，且在大部分地区是颇为常见的鸟种。IUCN认为该鸟种群稳定，无灭绝之虞，故将其评为“无危”。

## 外部連結
- 维基共享资源上的相關多媒體資源：鹰鹃
- 維基物種上的相關：鹰鹃